# Kovács László (író)
Kovács László, álneve: R. Nagy András (Gerendkeresztúr, 1892. december 25. – Budapest, 1963. július 2.) magyar író, szerkesztő, kritikus.

## Életútja
Középiskoláit a nagyenyedi Bethlen Gábor Kollégiumban végezte (1911), a kolozsvári egyetemen elkezdett bölcsészeti tanulmányait azonban 1916-ban katonai behívás miatt félbe kellett szakítania. A háború után az Erdélyi Szemle, majd a Pásztortűz hasábjain jelentkezett versekkel, novellákkal, színpadi jelenetekkel, könyvbírálatokkal.
1926-tól az Erdélyi Szépmíves Céh lektora, az Erdélyi Helikon szerkesztője, a Céh irodájának igazgatója. Ebben a minőségében nemegyszer került összeütközésbe még a Helikonon belüli írókkal (Berde Mária, Bárd Oszkár, Kacsó Sándor, Tabéry Géza) is. 1944 őszén, hivatalos engedély birtokában még megpróbálkozott az Erdélyi Helikon újraindításával, de sikertelenül. 1950-ben telepedett át Magyarországra, ahol Az Út (1952–56), majd a Reformátusok Lapja szerkesztőségében dolgozott (1956–63).

## Munkássága
Első írásait 1919-től az Erdélyi Szemle, majd az Ellenzék, Erdélyi Helikon, Keleti Újság, Pásztortűz közölte.
Mint kritikus rendszeresen jelen volt irodalom- és színibírálatokkal, könyvismertetésekkel, esszékkel; ezek legjavát Az irodalom útján (Kolozsvár, 1941) című kötetében gyűjtötte egybe, amelynek alapján 1942-ben a kolozsvári egyetemen doktori címet is szerzett. "...látásmódja, kritikai főszempontja, amelyből ítélkezik – írja a kötetről Molter Károly -: a kor túlságos anyagelvűségével, amelyet fullasztónak talál, szembeszögezi a valóság fájdalmához közelálló eszmét." Molter a Kós Károlyról és Reményikről írott tanulmányokat emeli ki a kötetből: az előbbit életközelsége okán a "legigazabbnak" érzi, az utóbbinak "kísérteties éleslátását" dicséri. Igen jellemzőek Tolnai Gábor Erdély magyar irodalmi élete című könyvéről írott "széljegyzetei", amelyben egy magát minden szélsőségtől elhatároló, az erdélyi magyar irodalmat a "morális kényszer és felelősségérzet" összefüggésében végiggondoló transzilvanista szólalt meg.
A kötetbe nem került be az 1927-es, a folyóiratot mintegy előkészítő Erdélyi Helikon Antológiája elé írott nagy tanulmánya, amelyben a helikoni tömörüléshez vezető irodalmi mozgalmakat tekintette át, s az első találkozón részt vett írók és költők irodalmi arcképét rajzolta meg, annak a gondolatnak a jegyében, amelyet a tanulmány végén így fogalmazott meg: "Mennyi ember és mennyi különböző szín! Konzervatívok és haladók. Régi nemes formákon csüngők és új formák felé álmodók. Mennyi különböző életfedél alól ment be ez a huszonnyolc ember a vécsi várkastély kapuján, hogy egy közös célon át egymásnak kezet nyújtson." Ugyancsak nem szerepelnek a kötetben – a "destruktív irodalom"-vitához hozzászólásul írott Wilde-tanulmánya kivételével – polemikus írásai sem, pedig éles sajtóvitája volt Tabéry Gézával az EMÍR alapítása idején (Erdélyi Lapok, 1933. szeptember 13.), hozzászólt a Szűzmáriás királyfi elleni Szabó Dezső-kirohanás nyomán támadt vitához (Mai Világ, 1928. szeptember 16.), kirobbantója volt a transzilvanizmus újraértelmezését megkísérlő "jelszó és mítosz"-vitának (Brassói Lapok, 1937. április 15.), s vezércikkben nyilvánította véleményét a Vásárhelyi találkozóról is (Erdélyi Helikon, 1937/9).
Prózaírói termésének túlnyomó része az 1920-as évekre esett. 1930-ban jelent meg Történet a férfiről című novelláskötete (Pásztortűz Könyvtár 16. Kolozsvár, 1930). Kritikusai közül Reményik Sándor azt tartja jellemzőnek, hogy történeteiben "az utolsó szó [...] majdnem mindig megnyugtató. Mosolygó vagy tűnődő, vagy sóhajtozó, vagy halkan rezignált leszámolás a tényekkel, a valósággal", Kováts József pedig azt, hogy "a bölcselkedő néha diszharmonizálja benne a kiváló megfigyelőt... Ő nem az igazi alkimista, akinek kezében arannyá válik a vas, ő az irodalom ötvösművésze, aki drágábbá teszi az aranyat: finom műkinccsé alakítja." Vannak szépírói beütések Gábor Áron (Egy hős arcvonásai. Kolozsvár, 1943) című történelmi esszéjében is, amelynek tanítása: "Mit tehet a legkisebb közösség a legkiszolgáltatottabb helyzetben is, ha lelkét és vele erejét megtalálja."
Az Erdélyi Helikon és a Céh megszűnése után állás nélkül maradva nagy munkába fogott, néhány korábbi szórványos Goethe-tolmácsolása után (Pásztortűz 1939–40) lefordította Goethe Faustját. Kiadót azonban nem talált rá. A Reformátusok Lapjában – amint a halálakor megjelent cikk szerzője írja – "értékes irodalmi rajzai és portréi" jelentek meg.
Szerkesztője volt az ESZC több kiadványának: Az Erdélyi Helikon íróinak anthológiája c. kötetnek (Kolozsvár 1934), az Erdélyi csillagok című két esszégyűjteménynek (I–II. Kolozsvár, 1935, 1942), a Séta bölcsőhelyem körül című "erdélyi képeskönyv"-nek (Kolozsvár, 1940), valamint Ősz János A csudatáska című székely népmesegyűjteményének (Kolozsvár, 1941). Ez utóbbihoz írott bevezető tanulmánya Molter Károly szerint "az erdélyi magyarság legszebb tanító-életrajza". Tagja volt a lengyel–magyar kapcsolatok ápolását célul tűző Magyar Mickiewicz Társaságnak is.

## Művei
- Történet a férfiről. Novellák; Minerva, Cluj-Kolozsvár, 1930 (Pásztortűz könyvtár)
- Az Erdélyi Helikon íróinak anthológiája 1924–1934; szerk. Kovács László; Erdélyi Szépmíves Céh, Kolozsvár, 1934 (Az Erdélyi Szépmíves Céh 10 éves jubileumára kiadott díszkiadás)
- Erdélyi csillagok. Arcok Erdély szellemi múltjából; szerk. Kovács László; Minerva Ny., Kolozsvár, 1935 (Erdélyi Szépmíves Céh könyve VIII.)
- Séta bölcsőhelyem körül. Erdélyi képeskönyv; szerk. Kovács László; Révai, Bp., 1940
- Az irodalom útján; Erdélyi Szépmíves Céh, Kolozsvár, 1941 (Erdélyi Szépmíves Céh könyvei XII.)
- Erdélyi csillagok. Második sorozat; szerk. Kovács László; Erdélyi Szépmíves Céh, Kolozsvár, 1942 (Erdélyi Szépmíves Céh kiadványa. IV. sorozat)
- Gábor Áron. Egy hős arcvonásai; s.n., Kolozsvár, 1943 (Erdélyi Szépmíves Céh könyvei XIV. sor.)